# 福雷地区贝勒加德
福雷地区贝勒加德（法語：Bellegarde-en-Forez，法語發音：[bɛlɡaʁd ɑ̃ fɔʁɛ]）是法国卢瓦尔省的一个市镇，位于该省东部，属于蒙布里松区。

## 地理
福雷地区贝勒加德（45°38'50"N, 4°17'54"E）面积18.91 平方千米，位于法国奥弗涅-罗讷-阿尔卑斯大区卢瓦尔省，该省份为法国中南部省份，北起顺时针与索恩-卢瓦尔省、罗讷省、伊泽尔省、阿尔代什省、上盧瓦爾省、多姆山省和阿列省接壤。
与福雷地区贝勒加德接壤的市镇（或旧市镇、城区）包括：沙泽勒叙里昂、屈济约、马兰日、圣安德烈勒皮、圣西尔莱维涅、圣加尔米耶。

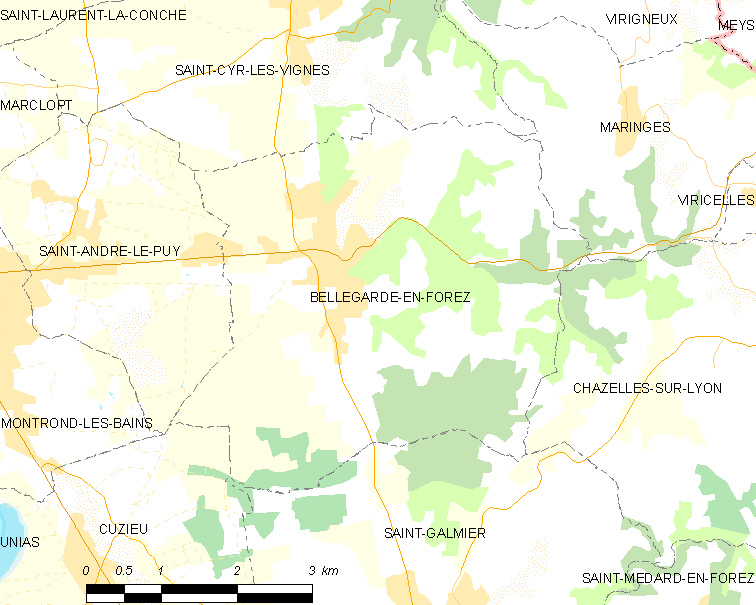
福雷地区贝勒加德的OSM定位图

福雷地区贝勒加德的时区为UTC+01:00、UTC+02:00（夏令时）。

## 行政
福雷地区贝勒加德的邮政编码为42210，INSEE市镇编码为42013。

## 政治
福雷地区贝勒加德所属的省级选区为昂德雷济约-布泰翁县。

## 人口

1962-2008年间福雷地区贝勒加德人口变化图示

福雷地区贝勒加德于2022年1月1日时的人口数量为2004人。

## 交通
法国国道N89线和卢瓦尔省省道D10线在镇中心交汇。